# Shone-Komplex
Der Shone-Komplex (auch Shone-Syndrom genannt) wurde 1963 erstmals von J. D. Shone zusammen mit mehreren Kollegen als Kombination von angeborenen Herzfehlbildungen beschrieben, die entwicklungsgeschichtlich in logischem Zusammenhang stehen. Seitdem wird das gemeinsame oder teilweise Auftreten dieser Einzelkomponenten zusammen als „Shone-Komplex“ bezeichnet. Es ist eine seltene angeborene Herzfehlbildung. In der Erstbeschreibung wurden folgende Komponenten genannt:
- die Parachute-Mitralklappe
- eine supravalvuläre Membran im linken Vorhof
- eine Subaortenstenose
- eine Aortenisthmusstenose

Heute wird der Begriff weiter gefasst und man verwendet ihn für die Kombination von Fehlbildungen des linken Herzens, die sowohl den Zufluss in die linke Herzkammer, die linke Herzkammer selbst, den Ausfluss aus der Herzkammer und den Aortenbogen umfassen. Dazu gehören (in Flussrichtung des Blutes):
- die Supravalvuläre Mitralstenose
- Mitralklappenfehlbildungen wie die Parachute-Mitralklappe oder die Hammock-Valve
- eine Hypoplasie (Unterentwicklung) der linken Herzkammer und/oder ein Ventrikelseptumdefekt
- eine Subaortenstenose
- Aortenklappenfehlbildungen (mit Stenose)
- eine Unterentwicklung des Aortenbogens
- eine Aortenisthmusstenose

Das Vollbild der Erkrankung mit allen genannten Fehlbildungen kommt jedoch selten vor und ist in seiner Ausprägung sehr unterschiedlich. Die Diagnose "Shone-Komplex" wird dann gestellt, wenn mehrere der genannten Komponenten (Ein- und Auslass der linken Herzkammer) zusammen vorliegen. Liegt z. B. eine Aortenisthmusstenose vor, muss in der Diagnostik sorgfältig nach weiteren Fehlbildungen gesucht werden.

## Die Fehlbildungen
- Die Fehlbildungen der Mitralklappe (Supravalvuläre Mitralstenose, Parachute-Mitralklappe und Hammock-Valve) sind schon beschrieben.
- Die Hypoplasie (Unterentwicklung) der linken Herzkammer entsteht in der fetalen Entwicklung dadurch, dass nicht ausreichend Blut in die Herzkammer fließt. Sie ist beim Shone-Komplex relativ selten, stellt aber einen wesentlichen Faktor für die Langzeitprognose dar.
- Fließt in der Embryonalzeit nicht ausreichend Blut durch die Mitralklappe in die linke Herzkammer, sucht sich das Blut einen "Umgehungskreislauf" über das Foramen ovale und gelangt über die rechte Vorkammer in die rechte Herzkammer. Dieses vermehrte Blut in der rechten Herzkammer kann dazu führen, dass sich die zu Beginn der Herzentwicklung große Lücke in der Kammerscheidewand nicht schließt. Es verbleibt ein Ventrikelseptumdefekt (VSD). Da durch diesen Defekt ausreichend Blut in die linke Herzkammer fließt, wird eine Hypoplasie der Kammer verhindert. 
Sowohl die linksventrikuläre Hypoplasie als auch der VSD kommen relativ selten vor, sind aber echokardiografisch gut zu diagnostizieren.
- Die Subaortenstenose ist eine Verengung der Ausflussbahn der linken Herzkammer unterhalb der Klappe. Sie kommt in vielen anatomischen Strukturen vor. Beim Shone-Komplex sind im Wesentlichen folgende Formen nachzuweisen:
  - eine bindegewebige Membran, die von der Kammerscheidewand bis zu den Mitralklappensegeln reicht. Es besteht häufig zusätzlich ein kleiner VSD
  - zusätzliches Mitralklappengewebe bei fehlgebildeter Mitralklappe, wobei segelähnliche Strukturen, die in die Herzkammer hineinragen, den Auslass aus der linken Herzkammer erschweren
  - eine tunnelförmige Stenose, bei der das Ventrikelseptum (Kammerscheidewand) deutlich verdickt ist und der Weg des Blutes zur Aorta behindert ist
  - ein verschobenes Kammerseptum: der obere Anteil der Kammerscheidewand ist während der Entwicklung nicht mit dem unteren Anteil zusammengewachsen. Es liegt zusätzlich ein größerer VSD vor.
Die beiden zuerst genannten Formen liegen häufig vor, die letzteren seltener. Aber allen Formen ist gemeinsam, dass sie sich meist erst im Laufe der ersten Lebensjahre des Kindes entwickeln – Subaortenstenosen im Säuglingsalter sind extreme Raritäten.
- Aortenklappenfehlbildungen: es kann eine "biscupide" (zweizipflige – statt dreizipflige) Aortenklappe angelegt sein, die nicht unbedingt eine echte Stenose bildet oder es liegt eine echte Aortenklappenstenose vor.
- Aortenbogenhypoplasie: der gesamte Aortenbogen oder Teile davon sind unterentwickelt (was durch die mangelnde Durchblutung in der embryonalen Entwicklung erklärt ist).
- Aortenisthmusstenose

## Diagnostik
- Echokardiografie
- Herzkatheteruntersuchung
- EKG

## Therapie
Liegt der Verdacht auf einen Shone-Komplex vor, wird das therapeutische Vorgehen individuell sorgfältig geplant. Häufig ist die Aortenisthmusstenose eines der "führenden" Symptome. Diese kann meist ohne Operation im Rahmen einer
Dilatation mit dem Herzkatheter aufgeweitet werden.
Liegen mehrere intrakardiale Fehlbildungen vor, versucht man so lange zuzuwarten, wie es der klinische Zustand des Patienten erlaubt. In der dann notwendigen Operation (mit Hilfe der Herz-Lungen-Maschine) werden möglichst alle/viele der Einzelkomponenten angegangen. Der kritische Faktor ist häufig die Mitralklappe und ein Ersatz im Laufe des Lebens oft nicht zu umgehen. Es besteht intraoperativ das Risiko eines AV-Blocks, so dass ein Herzschrittmacher eingesetzt werden muss. 
Die Subaortenstenose muss frühzeitig entfernt werden um Schäden an der dahinter liegenden Aortenklappe zu vermeiden und nicht immer ist ein Aortenklappenersatz zu vermeiden.

## Langzeitprognose
Bei allen Patienten mit einem Shone-Komplex ist mit zahlreichen Operationen zu rechnen bis gute hämodynamische Verhältnisse erreicht sind. Das Ziel ist aber, die Gesamtzahl der Operationen möglichst klein zu halten. In Fällen mit grenzwertig kleinem linkem Ventrikel besteht die Gefahr, dass durch die Compliancestörung der Kammer – trotz anatomisch guten Verhältnissen – eine (stauungsbedingte) pulmonale Hypertonie bestehen bleibt, die langfristig das Lungengefäßbett irreversibel schädigt und die Prognose zweifelhaft macht. Hier bleibt als Option dann nur eine kombinierte Herz-Lungen-Transplantation.
Lebenslange Kontrolluntersuchungen sind einzuhalten und auch auf die strikte Einhaltung der Endokarditisprophylaxe ist zu achten.